# Aeroflot-Flug 2112
Der Aeroflot-Flug 2112 (Flugnummer IATA: SU2112, ICAO: AFT2112, Funkrufzeichen: AEROFLOT 2112) war ein internationaler Linienflug der Aeroflot vom  Flughafen Moskau-Scheremetjewo zum Flughafen Athen-Eleftherios Venizelos. Am 20. November 2018 wurde der Flug mit einer Boeing 737-8LJ durchgeführt. Dabei kam es zu einem tödlichen Zwischenfall, als die Maschine während des Starts einen Menschen erfasste.

## Flugzeug
Bei der betroffenen Maschine handelte es sich um eine Boeing 737-8LJ mit Winglets. Die Maschine wurde im Werk von Boeing in Renton im Bundesstaat Washington endmontiert und absolvierte am 18. März 2016 ihren Erstflug. Das Flugzeug trug die Werknummer 41217 und die Modellseriennummer 5840. Die Maschine wurde für die Flugzeugleasinggesellschaft Aviation Capital Services gebaut und am 30. März 2016 fabrikneu an deren Leasingnehmerin Aeroflot ausgeliefert, bei dem sie mit dem bermudischen Luftfahrzeugkennzeichen VP-BCG in Betrieb genommen wurde. Die Maschine erhielt den Taufnamen N. Leskov (kyrillisch: Н. Лесков). Das zweistrahlige Schmalrumpfflugzeug war mit zwei Turbojettriebwerken des Typs CFMI CFM56-7BE ausgestattet.

## Unfallhergang
Mit der Maschine sollte an diesem Tag der Linienflug von Moskau nach Athen durchgeführt werden. Die Piloten hatten eine Freigabe zum Start von der Startbahn 24L erhalten. Der Startlauf wurde um 20:10 Uhr Ortszeit und damit in der Dunkelheit durchgeführt. Während des Startlaufs vernahmen die Piloten einen dumpfen Schlag, wobei sie glaubten, sie seien mit einem Tier kollidiert. Da sich die Maschine ansonsten unauffällig verhielt und ihnen die Cockpitanzeigen keine irregulären Werte anzeigten, setzten sie den Start fort. Nach der Landung in Athen stellten sie bei der Inspektion der Maschine Schäden am Rumpf fest. Etwa 17 Stunden nach dem Zwischenfall war die Maschine nach wie vor in Athen gegroundet.

## Unfalluntersuchung
Bei einer Inspektion der betroffenen Startbahn wurden menschliche Überreste gefunden, ebenso wie ein Geldbeutel, Ausweise sowie persönliche Gegenstände. Es konnte ermittelt werden, dass die Maschine beim Start mit einem 25-jährigen Mann kollidiert war. Der Mann war armenischer Staatsbürger und war aus Spanien abgeschoben worden, wobei auf dem Weiterflug nach Jerewan ein Umstieg in Moskau vorgesehen war. Während des Fluges nach Moskau habe er an Bord der Maschine randaliert und sei daraufhin am Flughafen Scheremetjewo von Polizeikräften zum Flugsteig begleitet worden, von dem seine Maschine nach Armenien abfliegen sollte. Anstatt den Shuttlebus zu besteigen, der ihn zum vorgesehenen Flugsteig befördern sollte, sei der Mann über das Vorfeld auf die Startbahn weggerannt, wo er von der startenden Boeing erfasst wurde.